# Kana Oya
Kana Lais Oya (Belém, 10 de novembro de 1987) simplesmente conhecida como Kana Oya (大屋 夏南, Ōya Kana), é uma modelo japonesa que é representada pela agência de talentos LDH. Ela foi criada em Shizuoka.

## Biografia
Oya nasceu em Belém, Brasil. Sua mãe é nipo-brasileira e seu pai é brasileiro. Ela emigrou para a prefeitura de Shizuoka quando tinha três anos.
Em 2003, ela foi finalista do Elite Model Look. Oya estreou como modelo quando tinha dezessete anos. Em 2005, ela se mudou para Tóquio após se formar no colégio para iniciar suas atividades de modelo em escala real. Em agosto de 2013, a Oya mudou da Elite Japan (agora Name Management) para a LDH.

### Revistas
- Vivi, Kodansha, como modelo exclusivo de 2005 a 2009.
- Glamourous, Kodansha, como modelo exclusivo de 2005 a 2013.
- Sweet, Takarajimasha, como um modelo regular desde 2007.[5]
- More, Shueisha, como um modelo regular de 2009 a 2014.
- Ginger, Gentosha, como um modelo regular de 2009 a 2014.
- Gina, Bunkasha, como modelo exclusivo desde 2011.
- Baila, Shueisha, como modelo regular desde 2014.

## Filmografia
| Ano  | Título                  | Função | Notas | Ref.  |
| ---- | ----------------------- | ------ | ----- | ----- |
| 2016 | High & Low: The Movie   | Sarah  |       | [ 6 ] |
| 2017 | High & Low: The Movie 2 | Sarah  |       | [ 7 ] |

| Ano  | Título                          | Função | Rede      | Notas | Ref.  |
| ---- | ------------------------------- | ------ | --------- | ----- | ----- |
| 2008 | MTV Japão Top10                 | VJ     | MTV Japão |       |       |
| 2008 | MTV International Top40         | VJ     | MTV Japão |       |       |
| 2015 | High & Low: a história de SWORD | Sarah  | NTV       |       | [ 8 ] |
| 2016 | High & Low: Segunda Temporada   | Sarah  | NTV       |       |       |

| Ano             | Título       | Notas |
| --------------- | ------------ | ----- |
| 2011–2015       | Pêssego John |       |
| 2015 – presente | Excel        |       |

| Ano       | Título                                |
| --------- | ------------------------------------- |
| 2006      | Cadbury "Whiteen"                     |
| 2010–2011 | Kao "Arranjo Livre de Cabo"           |
| 2011–2013 | Kao "Risesshu Aroma Charge"           |
| 2013      | Gu                                    |
| 2017      | ABC-Mart                              |
| 2017      | Kirin Beverage "Tropicana Essentials" |

| Ano             | Título                 | Notas |
| --------------- | ---------------------- | ----- |
| 2006 – presente | Tokyo Girls Collection |       |
| 2010 – presente | Prêmio Meninas         |       |

| Ano  | Canção              | Artista                  |
| ---- | ------------------- | ------------------------ |
| 2006 | "Tenha um bom dia!" | Kreva                    |
| 2014 | "COSMOS"            | Sandaime J Soul Brothers |